# Лёгкая атлетика на летних Олимпийских играх 2020 — смешанная эстафета 4×400 метров
Соревнования в Смешанной эстафете на 4×400 метров на летних Олимпийских играх 2020 года прошли 30 и 31 июля 2021 года на Японском национальном стадионе. В соревнованиях приняли участие 16 эстафетных команд, каждая из которых состояла из 4 членов (2 мужчин и 2 женщин). Команды могут выбрать для своих спортсменов тактику бега в любом порядке в зависимости от применяемого плана забега, с двумя мужчинами и двумя женщинами, наоборот, или даже с чередованием спортсменов-мужчин и женщин.. Это была первая в истории легкой атлетики смешанная эстафета, проведенная на Олимпийских играх по программе Международного олимпийского комитета направленной на гендерное равенство.

## Медалисты
| Золото | Серебро | Бронза |
| Польша OR · Каетан Душиньский · Кароль Залевский · Наталья Качмарек · Юстина Свенти-Эрсетиц · Дариуш Ковалюк · Ига Баумгарт-Витан · Малгожата Холуб-Ковалик | Доминиканская Республика · Анабель Медина · Алехандер Огандо · Марилейди Паулино · Лидио Андрес Фелис · Лугелин Сантос | США · Вернон Норвуд · Тревор Стюарт · Кейлин Уитни · Кендалл Эллис · Элайджа Годвин · Линна Ирби · Тейлор Мэнсон · Брайс Дедмон |

## Ход турнира
Первый предварительный забег нового вида программы стал скандальным и шокирующим для фаворитов данной дисциплины. Сборные команды США и Доминиканской Республики, пересекшие финиш соответственно первой и второй, были дисквалифицированы после забега за неправильную передачу эстафеты (передача палочки за пределами обозначенной зоны).
Автоматически квалификацию в финал получили
Сборная США обжаловала судейское решение, утверждая, что чиновник неправильно определил передачу эстафеты их второму номеру Линне Ирби, также и со сборной Доминиканской Республики. Поданная апелляция обеими командами была удовлетворена, и судейское решение было отменено. Команды были восстановлены в участии финале. Это означало, что немецкие и испанские команды, прошедшие квалификацию после дисквалификации, не проходят в финал. На поданный ими протест было принято решение, что Германия может принять участие в финале девятой командой. Голландская и бельгийская команды протестовали против восстановления, но оба протеста были отклонены КАС
Во втором забеге Польша и Нидерланды пробежали быстрее американцев, а поляки установили новый европейский рекорд — 3: 10,44.
В финале на первом этапе вперед вышел Лимарвин Боневасия из Нидерландов и первым передал эстафету. На равных с ним боролись Кароль Залевский (Польша), Тревор Стюарт (США) и Дилан Борле (Бельгия). На втором этапе Лике Клавер Голландия удерживала лидерство до поворота и объединения спортсменов на первой дорожке. После этого вырвалась вперед Марилейди Паулино из Доминиканской Республики обогнав все команды, и убежала в отрыв. Кендалл Эллис на второй половине своего этапа бросилась догонять убегающую Паулино, обогнав польку Наталью Качмарек и Клавера. Доминиканка Анабель Медина покинул зону передачи эстафеты почти с 3-секундным преимуществом. При передаче эстафеты упала Коринна Шваб (Германия) уронив палочку и нарушив правила передачи эстафеты. На третьем этапе за Нидерланды бежала мировой лидер на 400 с барьерами Фемке Бол, вместе с Юстиной Свенти-Эрсетиц из Польши и Кейлин Уитни из США, объединившись группой из трех человек отправились в погоню за Мединой. Бол подтянув за собой группу почти догнала Медину к моменту передачи эстафеты. Бегуны команд Доминиканской Республики Алехандер Огандо, Нидерландов Рэмзи Анджела, Польши Каетан Душиньский и США Вернон Норвуд одновременно покинули зону передачи и начали 4 этап. На полпути Анжела обогнал Огандо, затем Душиньский совместно с Норвудом выиграли последний поворот. Выйдя из поворота, Душинский обогнал Анжелу и вышел вперед. За 30 метров до финиша трое преследователей бежали в один ряд по трассе. Душинский на финишной прямой создал большой отрыв, и пересек финишную черту с вскинутыми вверх руками. Не сумев догнать поляка, остальные трое разыграли на финиши серебро и бронзу. Огандо благодаря рывку и наклону головы на последнем метре завоевал серебро для Доминиканской Республики. Мировые рекордсмены сборная США на третьем месте.

## История
Соревнование в смешанной эстафете на 4×400 метров впервые было проведено на Олимпийском турнире, совместно с другими соревнованиями смешанных команд по нескольким видам спорта была включена в программу игр Токио 2020 года. Смешанная эстафета была впервые представлена на соревновании Мировых эстафет ИААФ в 2017 года. В программу чемпионата мира добавлена на чемпионат мира по легкой атлетике 2019 года.

## Квалификация
Национальные олимпийские комитеты (НОК) могут квалифицировать одну эстафетную команду одним из следующих трех способов:
- Лучшие 8 команд НОК квалифицировались на эстафетный турнир через чемпионат мира по легкой атлетике 2019 года.
- Остальные 8 команд НОК квалифицировались на эстафетный турнир через Чемпионат мира по легкоатлетическим эстафетам 2021.
- При совпадении сборных НОК квалифицировавшихся через чемпионат мира 2019 года и чемпионат мировых легкоатлетических эстафет 2021 года дополнительные места в квалификации определялись по лучшим сборным из мирового рейтинга по состоянию на 29 июня 2021 года, а таких в результате было 3 команды НОК.

Всего в эстафетную команду могут быть введены четыре спортсмена. Если НОК также ввел отдельных спортсменов в соответствующее индивидуальное соревнование (400 м), включенные индивидуальные спортсмены должны быть включены в общее количество спортсменов, включенных в эстафету. В дополнение к пяти, НОК могут номинировать максимум одного альтернативного спортсмена для каждой команды.
Квалификационный период первоначально был установлен с 1 мая 2019 года по 29 июня 2020 года. Из -за пандемии коронавирусной инфекции в период с 6 апреля 2020 года по 30 ноября 2020 года соревнования был приостановлены и дата окончания продлена до 29 июня 2021 года. Квалификационные нормативы времени могут быть получены в различных соревнованиях в течение данного периода, и которые имеют одобрение ИААФ. Как на открытом воздухе, так и в помещении, а также результаты последний региональных чемпионатов могут быть засчитаны в рейтинге, даже если он проведен не во время квалификационного периода.

## Рекорды
Мировой рекорд до начала летних Олимпийских игр 2020 года:
| Мировой рекорд     | США Уилберт Лондон, Эллисон Феликс, Кортни Около, Майкл Черри | 3.09,34 | Доха  | 29 сентября 2019 |
| Олимпийский рекорд | Впервые                                                       | '       | Токио |                  |

## Формат и календарь турнира
В соревнованиях использовали двухраундовый формат, введенный для других эстафет 2012 года.
Время Олимпийских объектов местное (Япония, UTC+9)
| Дата                  | Время | Раунд      |
| --------------------- | ----- | ---------- |
| Пятница, 30 июля 2021 | 20:00 | Отборочный |
| Суббота, 31 июля 2021 | 21:35 | Финал      |

## Результаты

### Отборочные забеги
Квалификационные правила: первые 3 в каждом забеге (Q) и дополнительно 2 с лучшими показанными результатами из всех забегов (q) проходят в Финальный раунд.

#### Отборочный забег 1
| Место | Дорожка | НОК                      | Спортсмен                                                                                   | Реакция на старте | Время   | Примечание |
| ----- | ------- | ------------------------ | ------------------------------------------------------------------------------------------- | ----------------- | ------- | ---------- |
| 1     | 3       | США                      | Элайджа Годвин, Линна Ирби, Тейлор Мэнсон, Брайс Дедмон                                     | 0.182             | 3:11.39 | Q, SB      |
| 2     | 7       | Доминиканская Республика | Лидио Андрес Фелис, Марилейди Паулино, Анабель Медина, Лугелин Сантос                       | 0.253             | 3:12.74 | Q, NR      |
| 3     | 2       | Бельгия                  | Александр Дум, Имке Верваэт, Камилла Лаус, Жонатан Борле                                    | 0.177             | 3:12.75 | Q, NR      |
| 4     | 5       | Ирландия                 | Киллин Грин, Фил Хейли, Софи Беккер, Кристофер О’Доннелл                                    | 0.137             | 3:12.88 | Q, NR      |
| 5     | 4       | Германия                 | Марвин Шлегель, Коринна Шваб, Рут Спельмейер, Мануэль Сандерс                               | 0.189             | 3:12.94 | qJ, NR     |
| 6     | 6       | Испания                  | Самуэль Гарсия, Лаура Буэно, Ааури Бокеса, Бернат Эрта                                      | 0.176             | 3:13.29 | NR         |
| 7     | 8       | Нигерия                  | Ифеани Эммануэль Оджели, Имаобонг Нсе Уко, Самсон Огеневегба Натаниэль, Пейшенс Окон Джордж | 0.196             | 3:13.60 | AR         |

#### Отборочный забег 2
| Место | Дорожка | НОК            | Спортсмен                                                                      | Реакция на старте | Время   | Примечание |
| ----- | ------- | -------------- | ------------------------------------------------------------------------------ | ----------------- | ------- | ---------- |
| 1     | 2       | Польша         | Дариуш Ковалюк, Ига Баумгарт-Витан, Малгожата Холуб-Ковалик, Каетан Душиньский | 0.156             | 3:10.44 | Q, OR, AR  |
| 2     | 9       | Нидерланды     | Йохем Доббер, Лике Клавер, Лисанна де Витте, Рэмзи Анджела                     | 0.178             | 3:10.69 | Q, NR      |
| 3     | 5       | Ямайка         | Шейн Бейли, Джунелль Бромфилд, Стэйси-Энн Уильямс, Карайм Бартли               | 0.180             | 3:11.76 | Q, NR      |
| 4     | 6       | Великобритания | Кэмерон Чалмерс, Зои Кларк, Эмили Даймонд, Ли Томпсон                          | 0.189             | 3:11.95 | Q, NR      |
| 5     | 7       | Италия         | Эдоардо Скотти, Алиса Манджионе, Ребекка Борга, Владимир Ачети                 | 0.184             | 3:13.51 | NR         |
| 6     | 4       | Украина        | Никита Барабанов, Катерина Климюк, Алина Логвиненко, Александр Погорилко       | 0.157             | 3:14.21 |            |
| 7     | 8       | Бразилия       | Педру Луис ди Оливейра, Тиффани Маринью, Табата де Карвалью, Андерсон Энрикис  | 0.185             | 3:15.89 | AR         |
| 8     | 3       | Индия          | Мухаммед Анас, Ревати Вирамани, Субха Венкатесан, Арокия Раджив                | 0.158             | 3:19.93 | SB         |

### Финал
| Место | Дорожка | Спортсмен                | НОК                                                                          | Реакция на старте | Время   | Примечание |
| ----- | ------- | ------------------------ | ---------------------------------------------------------------------------- | ----------------- | ------- | ---------- |
| 1     | 5       | Польша                   | Кароль Залевский, Наталья Качмарек, Юстина Свенти-Эрсетиц, Каетан Душиньский | 0.157             | 3:09.87 | OR AR      |
| 2     | 6       | Доминиканская Республика | Лидио Андрес Фелис, Марилейди Паулино, Анабель Медина, Алехандер Огандо      | 0.184             | 3:10.21 | NR         |
| 3     | 4       | США                      | Тревор Стюарт, Кендалл Эллис, Кейлин Уитни, Вернон Норвуд                    | 0.167             | 3:10.22 | SB         |
| 4     | 7       | Нидерланды               | Лимарвин Боневасия, Лике Клавер, Фемке Бол, Рэмзи Анджела                    | 0.209             | 3:10.36 | NR         |
| 5     | 8       | Бельгия                  | Дилан Борле, Имке Верваэт, Камилла Лаус, Кевин Борле                         | 0.165             | 3:11.51 | NR         |
| 6     | 2       | Великобритания           | Никлас Бейкер, Николь Йергин, Эмили Даймонд, Кэмерон Чалмерс                 | 0.169             | 3:12.07 |            |
| 7     | 9       | Ямайка                   | Шейн Бейли, Стэйси-Энн Уильямс, Товеа Дженкинс, Карайм Бартли                | 0.208             | 3:14.95 |            |
| 8     | 1       | Ирландия                 | Киллин Грин, Фил Хейли, Софи Беккер, Кристофер О’Доннелл                     | 0.140             | 3:15.04 |            |
| —     | 3       | Германия                 | Марвин Шлегель, Коринна Шваб, Надин Гонска, Мануэль Сандерс                  | 0.182             | DSQ     | TR 24.6.3  |